# Otherwise
Otherwise är ett amerikanskt rockband från Las Vegas, Nevada. De har producerat två album och en EP. Albumet True Love Never Dies producerades av Jay Baumgardner.

## Historia
Efter bandets bildande år 2005 förblev länge Otherwise kända endast regionalt. Debutalbumet, med samma namn som bandet självt, släpptes 2006 via CD Baby. Tack vare singeln Soldiers, som släpptes 2011, kunde bandet underteckna ett skivkontrakt med Century Media Records.
Åt 2012 släpptes albumet True Love Never Dies, producerat av Jay Baumgardner, som har arbetat med bland annat Papa Roach, Seether och P.O.D.. Albumet nådde plats 123 på den amerikanska Billboardlistan. Albumet bestod av cirka 13 nya låtar samt "Silence Reigns", som släpptes som singel 2006. Otherwise agerade förband bland annat för 3 Doors Down, Daughtry, Stone Sour, Papa Roach och Mötley Crüe.

## Diskografi
Album
- 2006: Otherwise (CD Baby)[4]
- 2012: True Love Never Dies (Century Media)
- 2014: Peace at All Costs (Century Media)
- 2017: Sleeping Lions (Century Media)

EPs
- 2009: Some Kind of Alchemy
- 2013: Enjoy the Pain
- 2016: From The Roots: Vol. 1
- 2018: From The Roots: Vol. 2

Singlar
- 2006: "Silence Reigns"
- 2011: "Soldiers"
- 2012: "Full Circle"
- 2013: "I Don't Apologize (1000 Pictures)"
- 2013: "Die For You"